# Улица Вадима Сивкова (Ижевск)

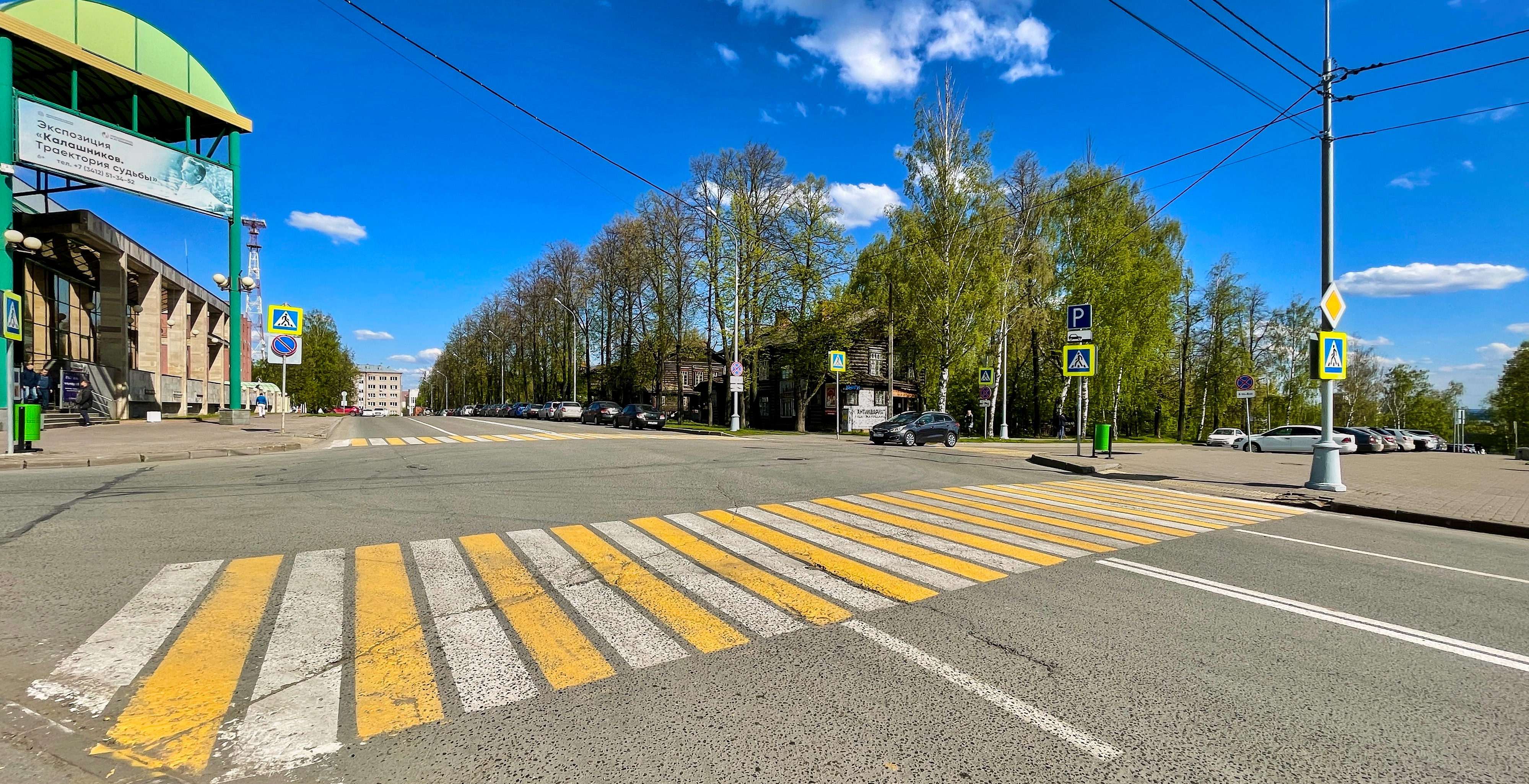
Перекрёсток с улицей Бородина

Улица Вадима Сивкова (Улица имени Вадима Сивкова) — улица в Первомайском и Октябрьском районах Ижевска. Одна из старейших улиц города. Проходит в меридиональном направлении от Железнодорожного переулка до Центральной площади и от улицы Кирова до Северного переулка. Нумерация домов начинается от Железнодорожного переулка. Длина улицы более 3 км.

## История
За время своего существования улица была известна под семью разными именами: Зелёная, 5-я, Троицкая, Церковная, Ленина, Л. Толстого, В. Сивкова. В начале XIX века единого названия она не имела. В одних документах её называли Зелёной, в других — Пятой или Троицкой, в третьих — Церковной. Одним из наиболее старых названий было «Троицкая улица», что объяснялось нахождением на улице деревянной Троицкой церкви. Церковь сгорела во время крупного пожара в мае 1810 года, после чего на её месте возвели сначала Михайловскую часовню, а затем собор. Присутствием культовых сооружений объясняется другое название улицы — Церковная.
13 декабря 1918 года постановлением Революционного гражданского совета Ижевска улице было присвоено имя В. И. Ленина. В 1931—1938 гг. часть улицы, расположенная к югу от Советской, была выделена в отдельную улицу, получившую имя Льва Толстого.
В 1970 году по случаю празднования столетия со дня рождения Ленина, его имя было решено передать другой, к тому времени ставшей гораздо более широкой и парадной улице Труда. «Старую» же улицу Ленина в связи с этим также требовалось переименовать. В результате этого, последнего, переименования 5 марта 1970 года улица получила своё текущее имя — в честь Героя Советского Союза Вадима Александровича Сивкова (1925—1944). При этом новое имя для улицы было выбрано не случайно: на её перекрёстке с Красногеройской улицей стояла школа № 22, которую в 1942 году окончил будущий герой Великой Отечественной войны В. А. Сивков.
С середины XX века начинается масштабная перестройка центра Ижевска: старые деревянные дома постепенно вытесняются многоэтажками. Принятый тогда Генплан предусматривал застройку города микрорайонами и крупными жилыми массивами, в связи с чем ряд старых улиц должны были стать транспортными магистралями, другие же — тихими улочками или исчезнуть вовсе. Будучи отнесённой ко второй категории, в 60-70-е гг. улица Вадима Сивкова была перекрыта новой застройкой на участке от Центральной площади до улицы Кирова, перестав быть сквозной на всём протяжении.

## Расположение и маршрут
Улица состоит из двух основных частей. Самая крупная и длинная находится в Южном и Центральном жилых районах города. Относительно короткий северный отрезок проходит в 12-м Северном микрорайоне.
Улица начинается в жилом районе «Южный» Первомайского административного района у Воткинской железнодорожной линии и следует от неё на север. В начале улицы с нечётной стороны к ней примыкает Квартальный проезд. Пересекает Ястребовский и Ботенёвский переулки, улицу Василия Чугуевского и Октябрьский переулок. Пересекая улицу Карла Либкнехта, улица входит в Центральный жилой район, где пересекает Интернациональный переулок, а также улицы Пастухова, Ленина и Советскую. После перекрёстка с последней входит в Октябрьский административный район и проходит под аркой дома № 9 по Советской улице. Затем пересекает Красногеройскую улицу, Красную площадь, улицу Бородина и выходит на Центральную площадь, после которой прерывается.
Северный участок улицы проходит в жилом районе «Север» Октябрьского административного района от улицы Кирова до Северного переулка. Здесь улицу Вадима Сивкова пересекают улица Шумайлова и Раздельный переулок.

## Достопримечательности

### По нечётной стороне

#### Дом Горместхоза (№ 171)

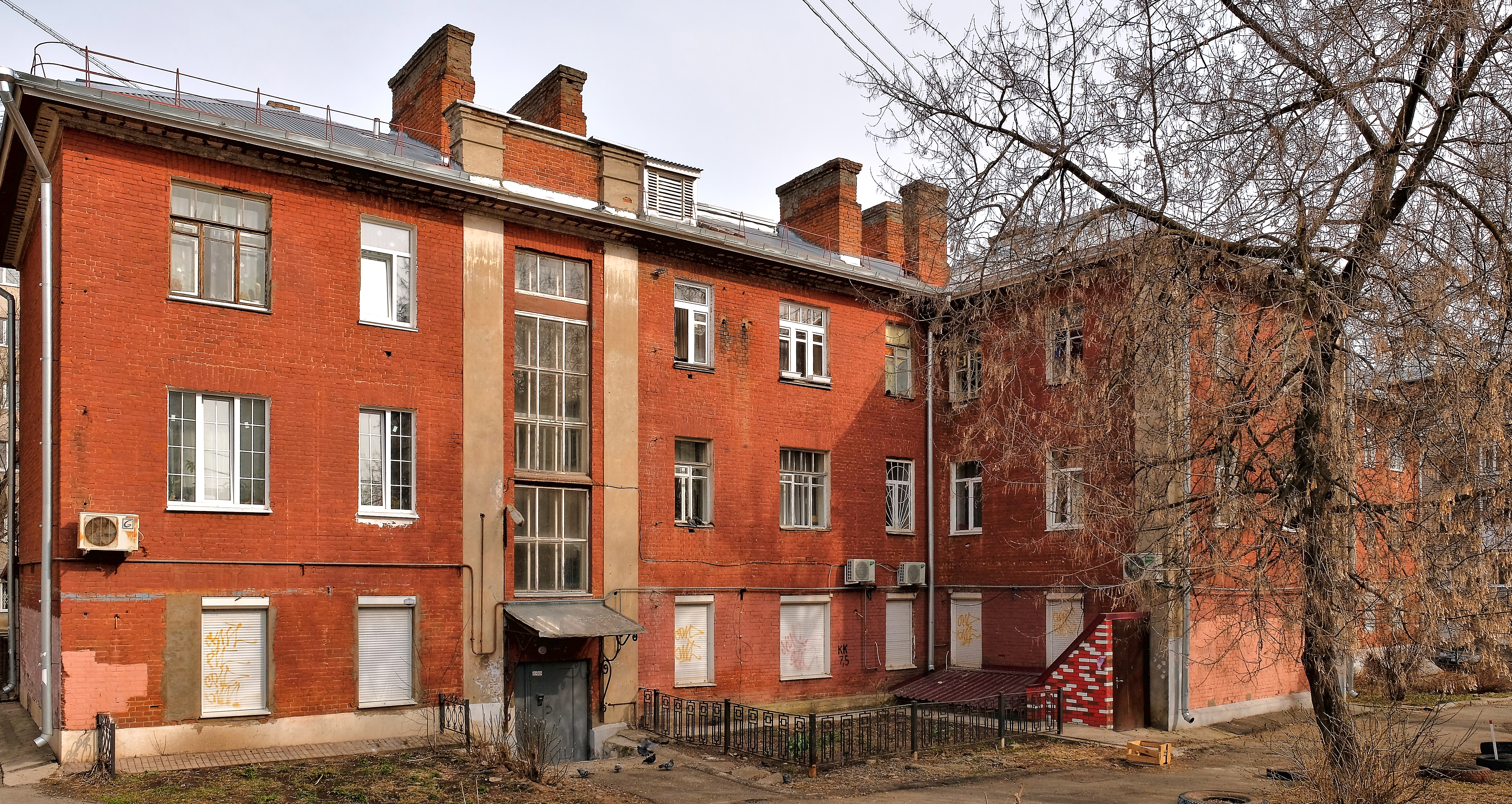
Дом Горместхоза

Трёхэтажный жилой дом № 171 расположился между улицами Ленина и Советской. Этот памятник советского авангарда строился с 1928 по 1929 год по проекту «Донат» молодого архитектора О. Н. Богдановой, который она назвала именем своего новорождённого сына. 24 апреля 1928 года этот проект был отмечен первой премией объявленного горсоветом конкурса на лучший эскиз жилого дома. Выстроенный по проекту «Донат» дом стал одной из первых жилых многоэтажек Ижевска. Жильё в тот период строилось в основном для приехавших работать на Ижевские заводы специалистов. Дом № 171 сегодня известен как «дом Горместхоза», что указывает на его принадлежность комитету городского хозяйства, о чём напоминают также буквы «ГОМХ», сохранившиеся под крышей здания.
Жилой дом выполнен по трёхчастной системе, с выступающими боковыми частями здания. На аттике, венчающем фасад дома, установлены
числа «1928» и «1929», обозначающие годы строительства. Углы дома и его центральная часть оформлена пилястрами, которые
вытянуты на всю его высоту. Над входами в подъезды дома установлены козырьки, поддерживаемые чугунными кронштейнами с завитками. Среди других интересных особенностей дома можно отметить также вертикальную укладку кирпичей над подъездами и старинную табличку, сохранившую прежнее название улицы — улица Ленина.
Долгое время дом считался «элитным», так как здесь проживали со своими семьями некоторые государственные и партийные деятели республики. В настоящее время памятник архитектуры функционирует как жилой дом с отдельными офисными помещениями. В частности, здесь располагаются удмуртское отделение партии «Патриоты России» и редакция общественно-политического издания «День».

#### Дом Степана Жерехова (№ 173)

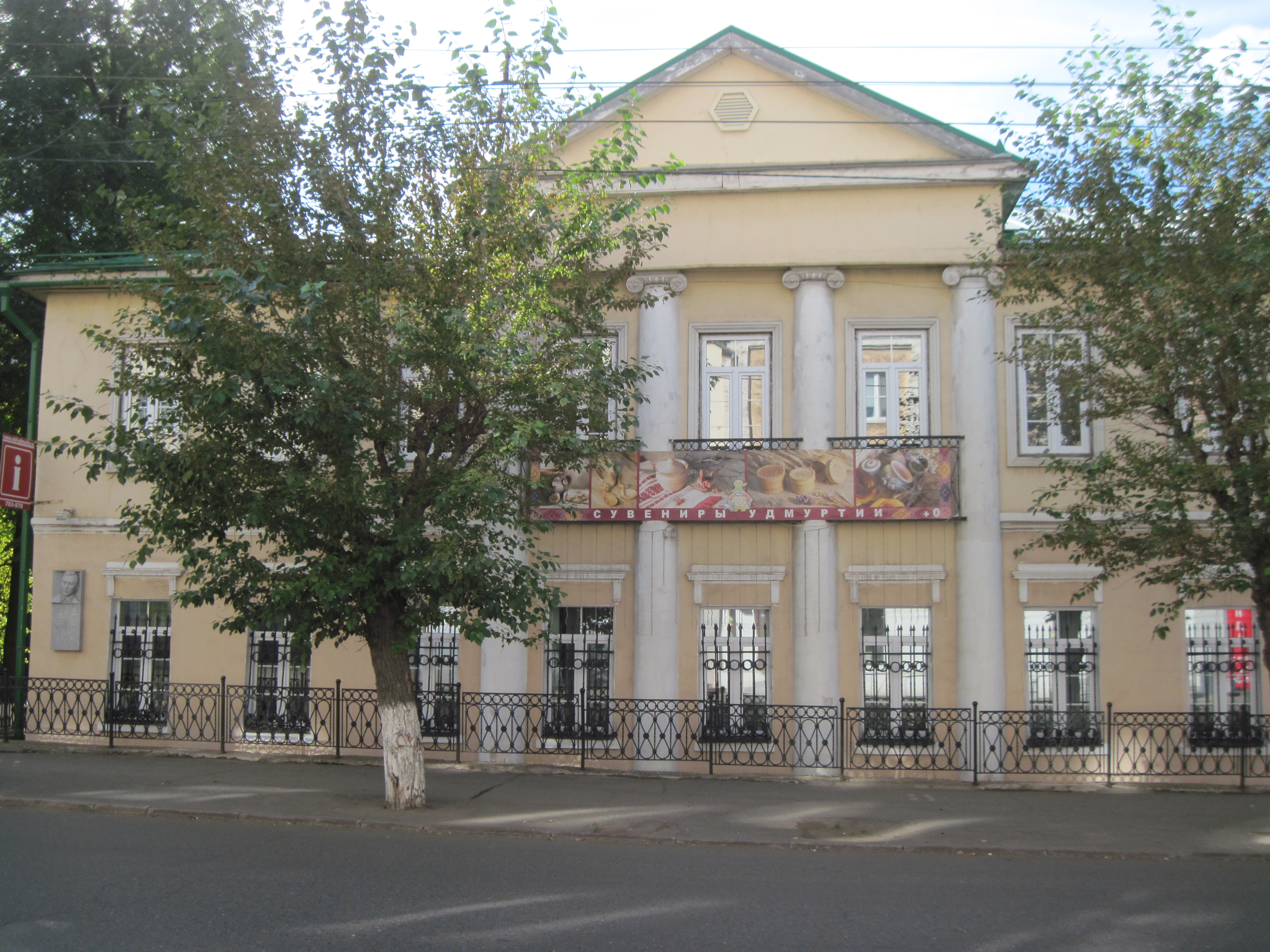
Дом 173 — здание Горной школы

Обращённый фасадом на улицу Советскую двухэтажный дом № 173 считается первым школьным зданием Ижевска. Оно было возведено в 1810 году ярославским купцом Степаном Жереховым по проекту архитектора С. Е. Дудина, после чего перешло в казну, и в него переехала открытая в 1808 году Ижевская горная школа. В школе учились преимущественно дети городских чиновников и мастеровых.
В 1836—1837 гг. архитектор Н. К. Бабушкин перестроил здание школы так, чтобы дети чиновников могли обучаться в ней отдельно от других детей. В результате одноэтажное на тот момент здание увеличилось в объёме в западную сторону на 3 сажени, был надстроен деревянный мезонин с балконом и портик с 4 колоннами. В 1877 году по проекту архитектора Н. И. Коковихина дом был перестроен ещё раз: к зданию был надстроен деревянный, оштукатуренный снаружи второй этаж, благодаря чему оно приняло тот вид, который сохранился до наших дней.
За двухсотлетнюю историю дом несколько раз менял своё назначение. С 1867 по 1872 год здесь временно размещалось Нагорное волостное правление. В 1872—1876 гг. здание было передано Лютеранской церкви. С конца XIX века в доме располагалось высшее начальное училище № 1, в послевоенные годы XX века — культпросветучилище, в 1970-е годы здесь работала филармония. С 1992 года в доме Жерехова размещается Национальный центр декоративно-прикладного искусства и ремёсел.

#### Заводская амбулатория (№ 177)

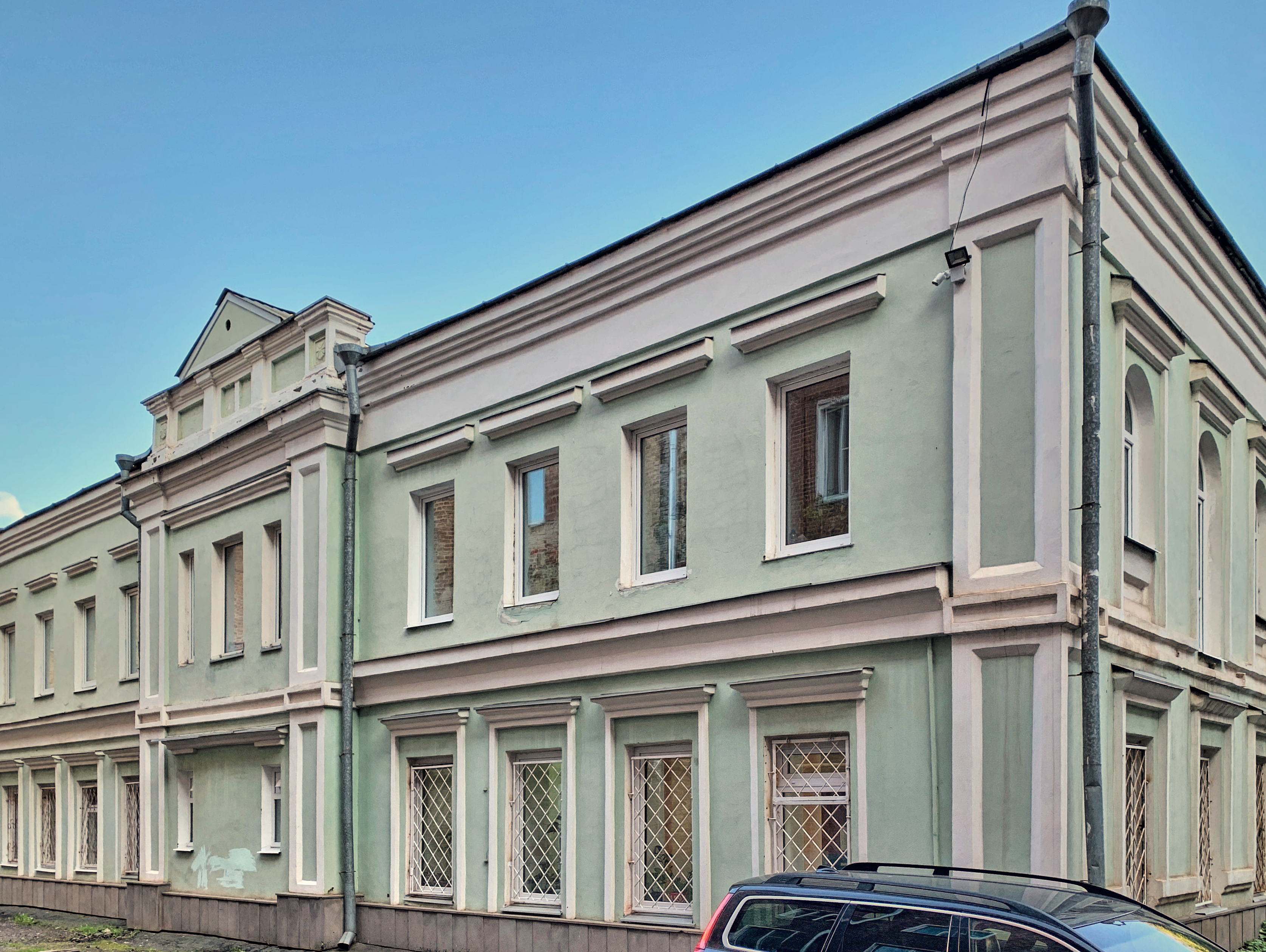
Дом № 177

Двухэтажный дом № 177 был возведён в 1872 году на углу Церковной улицы и Троицкого переулка изначально для заводской амбулатории. Проект здания был разработан предположительно архитектором И. Т. Коковихиным. Позднее в здании разместилась амбулатория Ижевского комитета Общества Красного Креста. Во второй половине XX века здесь работал кожно-венерический диспансер, а после него здание заняла централизованная бухгалтерия Минздрава Удмуртии, которая находится там и сегодня. В 2001 году бывшая заводская амбулатория отнесена к памятникам истории и культуры местного значения.
Главный фасад здания выполнен в трёхчастной композиции. Центральная часть оформлена треугольным фронтоном и стилизованными колоннами. Такими же колоннами подчёркнуты и углы дома. Окна здания украшены карнизами. Также карниз проходит по главному фасаду между первым и вторым этажами. Верхний этаж по периметру обрамлён венчающим карнизом.

#### Дом купца Афанасьева (№ 191)
Двухэтажный жилой полукаменный дом № 191 был построен в конце XIX века, предположительно — в 1888 году. Автор проекта не установлен. По одним сведениям, до революции старинным особняком владел торговец рыбой по фамилии Килин, по другим данным, хозяином дома был купец В. Афанасьев. В XX веке здание занимал военный комиссариат (военкомат Октябрьского района).
21 мая 2014 года дом серьёзно пострадал в ходе пожара: сильно обгорел деревянный второй этаж, обвалилась крыша. В 2019 году здание бывшего военкомата было признано объектом культурного наследия.
Первый этаж дома построен из кирпича, имеет анфиладную планировочную структуру. Второй этаж сложен из брёвен и отличается коридорной планировкой.

#### Прочие примечательные здания
- № 7 — отель «Ost-roff»
- № 105 — городское отделение связи № 3
- № 109 — 5-этажный жилой дом, магазин «Мир фарфора» (ранее — «Ветеран»)
- № 273, 275 — жилой комплекс «ECO Life»

### По чётной стороне

#### Дом Лятушевича (№ 180)

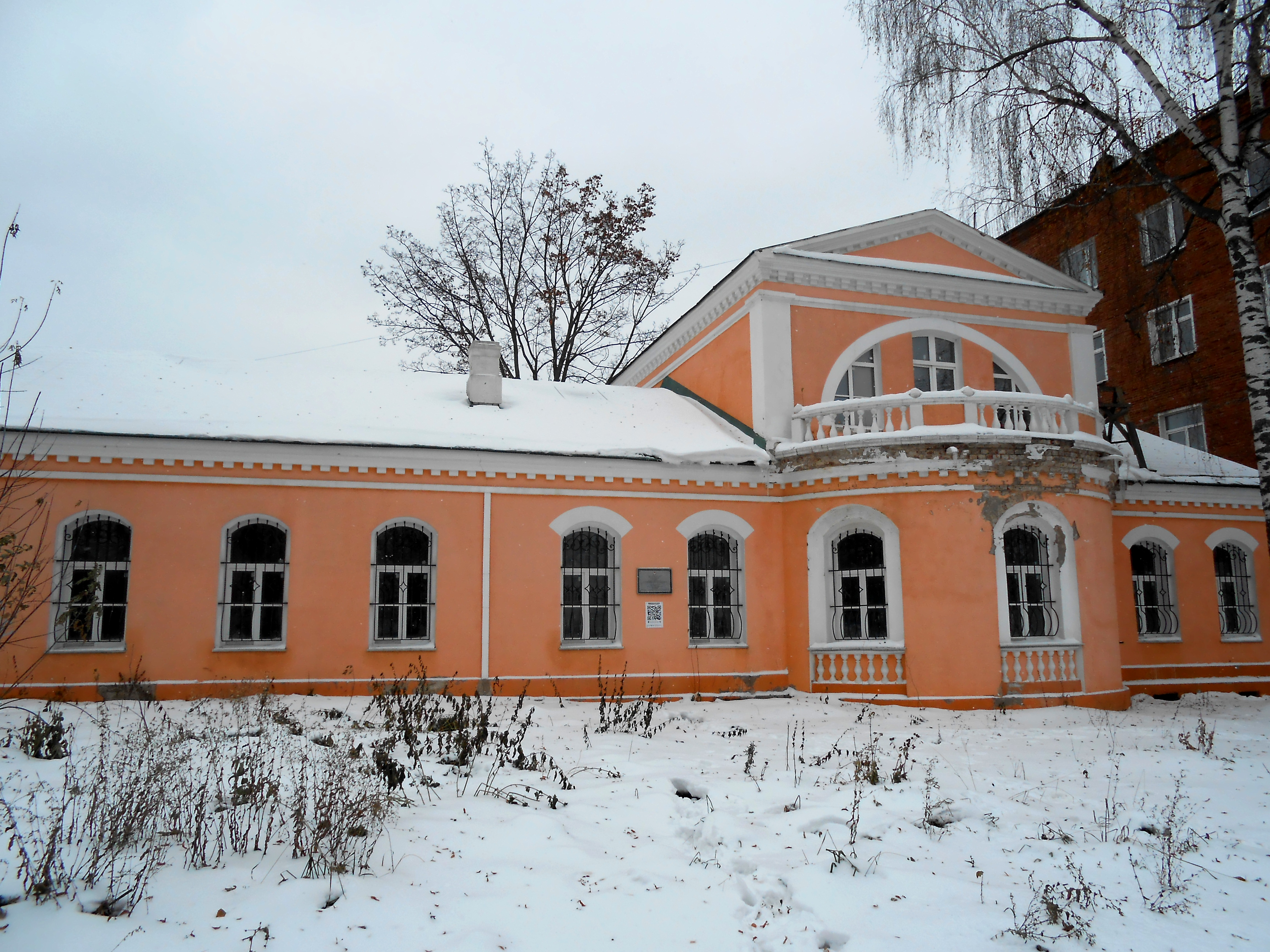
Казённый дом № 30

Одноэтажный особняк с мезонином постройки XIX века. Был возведён в 1807 году для протоиерея Захария Осиевича Лятушевича. В 1819 году он продал дом казне, после чего здание стало называться «Казённый дом № 30». В особняке в разное время располагались квартиры заводских чиновников, заводская аптека, приёмный покой. После 1917 года здание занимали Штаб народной армии, Комитет Ижевской организации РСДРП(б), Дом юного пролетария. В 1920-е годы в здании размещался Государственный банк.
В 1945—1947 годах в здании располагались фонды Краеведческого музея Удмуртии, возвращённые в Ижевск после эвакуации в Сарапул. После переезда основной экспозиции музея в здание Арсенала в доме Лятушевича до 1981 года располагался отдел природы музея, затем, до 1995 года, в здании располагалось фондохранилище музея.
В 1995 году в связи с аварийным состоянием здание было закрыто на капитальный ремонт, в настоящее время не эксплуатируется.

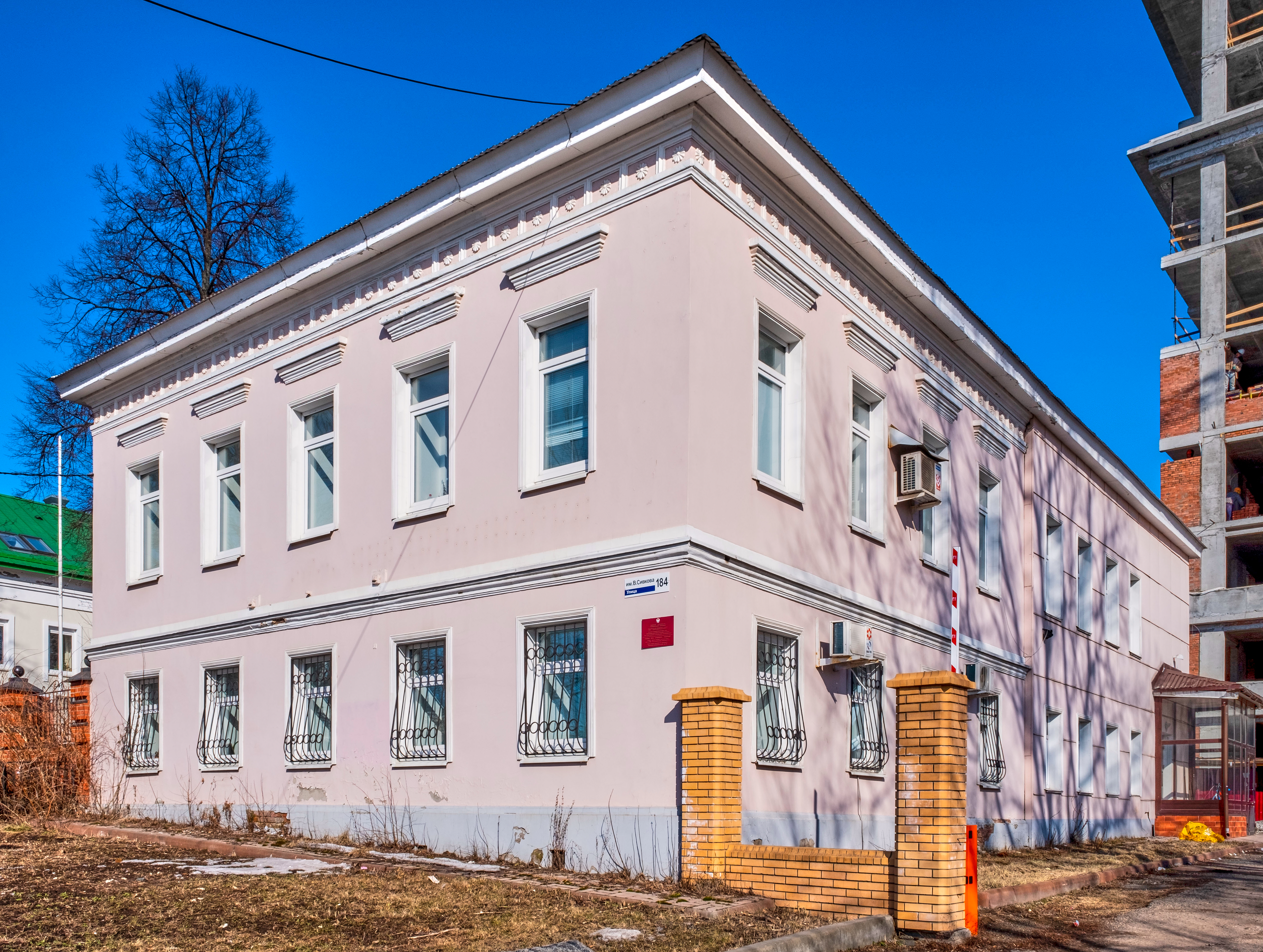
Дом № 184

#### Казённый дом оружейного завода (№ 184)
Двухэтажный кирпичный дом № 184 был спроектирован архитектором И. Т. Коковихиным в 1858 году по заказу одного из церковнослужителей. До революции дом был казённым, поскольку принадлежал казённому (то есть находящемуся в государственной собственности) Ижевскому оружейному заводу. В казённых домах проживали работники завода (инженеры, начальники цехов и т. д.). В советский период в доме размещалась клиника медицинского института. 17 сентября 2001 года постановлением Правительства Удмуртии дом был признан памятником истории и культуры местного значения.
Здание состоит из нескольких объёмов, построенных в разное время: к основному первоначальному объёму со стороны двора примыкает пристрой, сооружённый в 1954 году. Дом сложен из красного кирпича, стены отделаны штукатуркой и окрашены.

#### Казённый дом оружейного завода (№ 186)

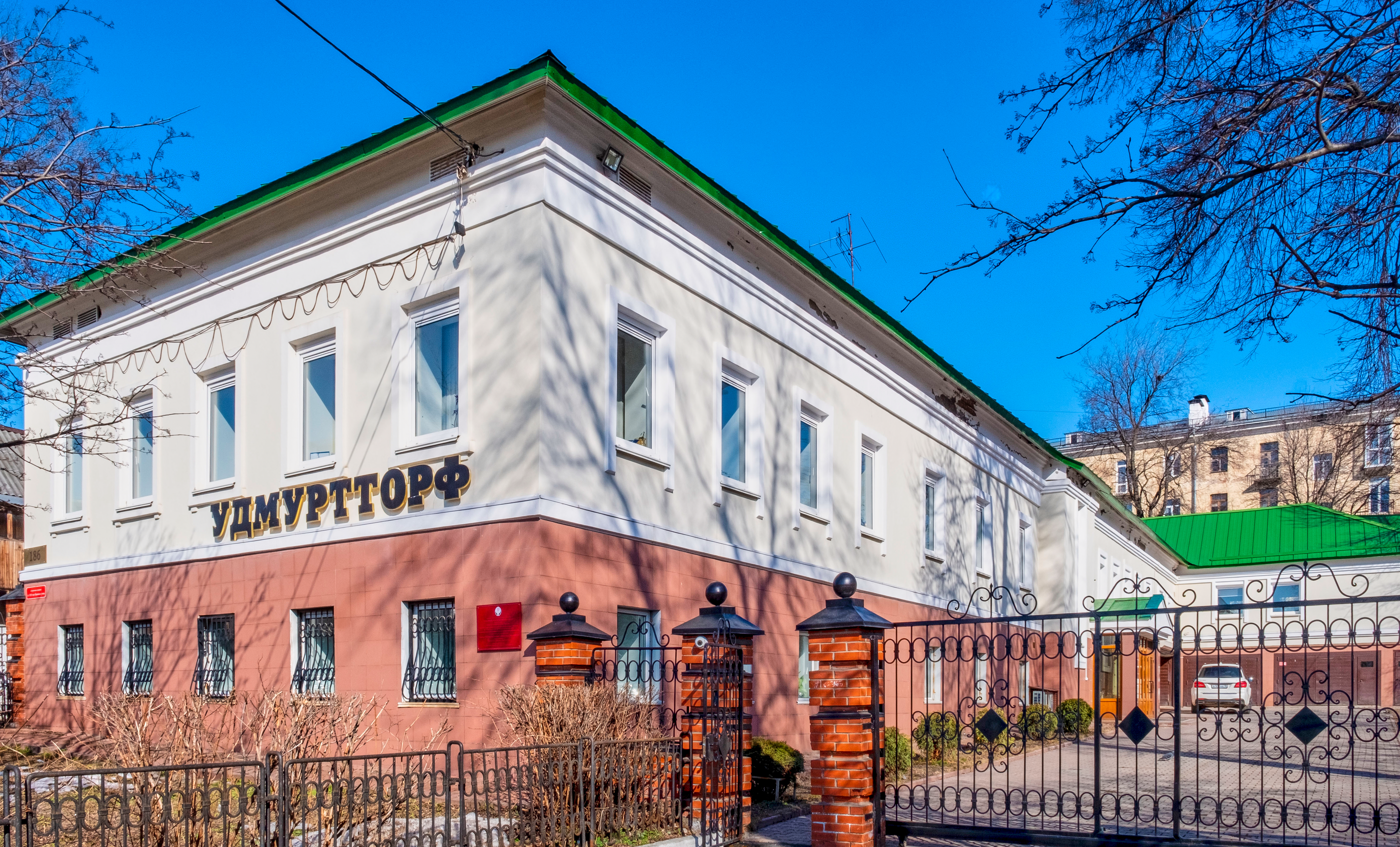
Дом № 186

Двухэтажный кирпичный дом № 186 был построен в середине XIX века предположительно также по проекту архитектора И. Т. Коковихина. Как и соседний 184-й дом, являлся ведомственным жильём Оружейного завода.
Г-образное в плане здание состоит из нескольких частей, возведённых в разное время. Западная его часть датируется периодом 1840-х — 1860-х годов; восточная построена до 1940 года. В 2000 году был сооружён двухэтажный пристрой к дому с восточной стороны, тогда же был надстроен мансардный этаж над всем зданием. В 2011 году проведена реконструкция. В настоящее время в здании размещается акционерное общество «Удмуртторф».
Этажи дома разделены поэтажными карнизами. Окна на втором этаже оформлены простыми прямоугольными наличниками, на первом этаже наличники отсутствуют. Скромные, строгие элементы архитектурного декора придают зданию облик характерный для русской классической архитектуры.

#### Прочие примечательные здания
- № 12 — Фабрика художественных товаров
- № 12А — Камский институт гуманитарных и инженерных технологий
- № 120 — Министерство сельского хозяйства и продовольствия Удмуртской Республики
- № 150 — торговый центр «Европа»
- № 154 — поликлиника № 1 1-й Городской клинической больницы
- № 158 — Центральная муниципальная библиотека имени Н. А. Некрасова
- № 194 — Прокуратура Удмуртской Республики[3]

## Транспорт
На участке от улицы Пастухова до улицы Ленина проложена однопутная трамвайная линия, в прошлом (до ноября 2013 года) использовавшаяся для оборота трамваев, следовавших до конечной станции «Центр». Поскольку разворот на станции «Центр» больше не требуется ни для одного из регулярных маршрутов трамвая, линия на улице Вадима Сивкова теперь используется редко, в основном для служебных рейсов. Другие маршруты общественного транспорта по улице не проходят.